# Edoardo Falcone
Edoardo Falcone (Roma, 6 agosto 1968) è un regista e sceneggiatore italiano, vincitore di un Nastro d'argento e un David di Donatello.

## Biografia
Dopo aver lavorato in pubblicità come copywriter freelance e dopo anni come attore e autore teatrale, arriva al cinema nel 2010 scrivendo con Massimiliano Bruno e Andrea Bassi Tutto l’amore del mondo, esordio alla regia di Riccardo Grandi.
Successivamente scrive con Gianluca Bomprezzi e Paolo Costella la sceneggiatura di A Natale mi sposo, con la regia dello stesso Costella e, l’anno dopo, Matrimonio a Parigi, sempre scritto a quattro mani con Gianluca Bomprezzi, ma questa volta diretto da Claudio Risi.
Nello stesso periodo torna al teatro e scrive con Massimiliano Bruno il musical Poveri ma belli (2009), liberamente ispirato all’omonimo film di Dino Risi. Lo spettacolo, con le musiche di Gianni Togni e la regia di Massimo Ranieri, dopo il fortunato esordio al Teatro Sistina viene portato in tournée per due anni in giro per l’Italia.
Riprende a collaborare con Massimiliano Bruno con cui firma le sceneggiature dei suoi primi tre fortunati film da regista: Nessuno mi può giudicare (2011), Viva l’Italia (2012) e Confusi e Felici (2014).
Negli stessi anni incontra Carlo ed Enrico Vanzina. Insieme a loro scrive Mai Stati Uniti (2013) e Un matrimonio da favola (2014), entrambi per la regia di Carlo Vanzina.
Dopo aver scritto con Davide Lantieri e il regista Alessio Maria Federici la sceneggiatura di Stai lontana da me (2013), firma con Paolo Genovese ed Edoardo Leo la commedia romantica Ti ricordi di me? (2014), diretta da Rolando Ravello.
Nel 2015 esordisce alla regia con Se Dio vuole. Il film, scritto con Marco Martani, ha come protagonisti Marco Giallini e Alessandro Gassmann, ed ottiene un grande successo di critica e di pubblico sia in Italia che all’estero, in particolare in Francia, in Spagna e in Giappone. Tra i tanti premi ricevuti il David di Donatello e il Nastro D’argento come Miglior regista esordiente, nonché il prestigioso Premio del pubblico al Tokyo Film Festival.
Nel 2016 scrive con Marco Martani e con Fausto Brizzi Forever Young, per la regia di quest’ultimo. Nel 2017 arriva il suo secondo film: Questione di Karma. Questa volta i protagonisti sono Fabio De Luigi e Elio Germano. Scritto sempre con Marco Martani, viene candidato ai Globi D’oro del 2017 come Migliore commedia dell’anno.
Sempre nel 2017 firma con Alessandro Bardani, Christian De Sica e Marco Martani la commedia Amici come prima, per la regia dello stesso De Sica. Nel 2020 è il turno de La mia banda suona il pop, scritto con il regista Fausto Brizzi, Alessandro Bardani e Marco Martani. E subito dopo D.N.A. (Decisamente Non Adatti), scritto nel 2020 con Lillo e Greg, che segna anche il loro esordio alla regia.
Nel 2021 torna alla regia per la terza volta con la commedia fantasy Io sono Babbo Natale, protagonisti Marco Giallini e Gigi Proietti, che regala la sua ultima emozionante interpretazione cinematografica. La pellicola viene presentata in preapertura alla Festa del Cinema di Roma 2021.
Nel 2022 firma la sua quarta regia con Il Principe di Roma, una storia in costume ambientata al tempo del Papa Re. Il soggetto lo scrive con Marco Martani, mentre la sceneggiatura è a quattro mani con Paolo Costella. Il film, che annovera tra i tanti protagonisti Marco Giallini, Giuseppe Battiston, Giulia Bevilacqua, Filippo Timi e Sergio Rubini, è stato presentato in anteprima alla Festa del Cinema di Roma 2022, nella sezione Grand Public. Sarà autore del nuovo spettacolo Tutti i sogni ancora in volo di Massimo Ranieri (anche lui autore) in partenza il 25 novembre 2022 nei teatri italiani.

## Filmografia

### Regista
- Se Dio vuole (2015)
- Questione di karma (2017)
- Io sono Babbo Natale (2021)
- Il principe di Roma (2022)

### Sceneggiatore
- Tutto l’amore del mondo, regia di Riccardo Grandi (2010)
- A Natale mi sposo, regia di Paolo Costella (2010)
- Nessuno mi può giudicare, regia di Massimiliano Bruno (2011)
- Matrimonio a Parigi, regia di Claudio Risi (2011)
- Viva l'Italia, regia di Massimiliano Bruno (2012)
- Mai Stati Uniti, regia di Carlo Vanzina (2012)
- Stai lontana da me, regia di Alessio Maria Federici (2013)
- Ti ricordi di me?, regia di Rolando Ravello (2014)
- Un matrimonio da favola, regia di Carlo Vanzina (2014)
- Confusi e felici, regia di Massimiliano Bruno (2014)
- Se Dio vuole, regia di Edoardo Falcone (2015)
- Forever Young, regia di Fausto Brizzi (2016).
- Questione di karma, regia di Edoardo Falcone (2017)
- Amici come prima, regia di Christian De Sica (2018)
- La mia banda suona il pop, regia di Fausto Brizzi (2020)
- D.N.A. (Decisamente non adatti), regia di Lillo e Greg (2020)
- Io sono Babbo Natale, regia di Edoardo Falcone (2021)
- Il principe di Roma, regia di Edoardo Falcone (2022)

## Riconoscimenti
- 2011 – Nastro d'argento
  - Candidatura per la miglior sceneggiatura per Nessuno mi può giudicare
- 2015 – David di Donatello
  - Miglior regista esordiente per Se Dio vuole
- 2015 – Nastro d'argento
  - Miglior regista esordiente per Se Dio vuole